# Bulbostylis leiolepis
Bulbostylis leiolepis là một loài thực vật có hoa trong họ Cói. Loài này được (Kük.) R.W.Haines mô tả khoa học đầu tiên năm 1983.